# Hypercompe albescens
Hypercompe albescens là một loài bướm đêm thuộc phân họ Arctiinae, họ Erebidae.